# Royner Navarro
Royner Grover Navarro Calle (ur. 1 sierpnia 1992 w Ayacucho) – peruwiański kolarz szosowy. Olimpijczyk (2020).

## Osiągnięcia
Opracowano na podstawie:

2010
- 3. miejsce w mistrzostwach Peru juniorów (jazda indywidualna na czas)
- 1. miejsce w mistrzostwach Peru juniorów (start wspólny)

2011
- 3. miejsce w mistrzostwach Ameryki Południowej U23 (start wspólny)

2012
- 1. miejsce w mistrzostwach Peru (start wspólny)
- 2. miejsce w mistrzostwach Peru U23 (jazda indywidualna na czas)
- 1. miejsce w mistrzostwach Peru U23 (start wspólny)

2013
- 1. miejsce w mistrzostwach Peru (jazda indywidualna na czas)
- 1. miejsce w mistrzostwach Peru U23 (jazda indywidualna na czas)
- 3. miejsce w mistrzostwach Peru U23 (start wspólny)
- 1. miejsce na 2. etapie Vuelta a Bolivia

2018
- 2. miejsce w mistrzostwach Peru (start wspólny)

2019
- 1. miejsce w mistrzostwach Peru (start wspólny)

## Rankingi
| Rok              | 2013 | 2014 | 2015 | 2016 | 2017  | 2018 | 2019 | 2020 | 2021  | 2022  | 2023  |
| ---------------- | ---- | ---- | ---- | ---- | ----- | ---- | ---- | ---- | ----- | ----- | ----- |
| World Ranking    |      |      |      | -    | 2762. | -    | 622. | -    | 1607. | 2288. | 2706. |
| UCI America Tour | 250. | 210. | -    | -    | 436.  | -    | 67.  | -    | 258.  | 370.  | -     |
|                  |      |      |      |      |       |      |      |      |       |       |       |
| Źródło: UCI      |      |      |      |      |       |      |      |      |       |       |       |